# Preforming
Preforming bezeichnet Prozesse zur Herstellung einer endkonturnahen, trockenen Verstärkungsstruktur, beginnend mit dem Halbzeugzuschnitt, der Drapierung zur Endkontur mit Anbindung der Einzellagen und Endbeschnitt mit zwischengeschalteten, etwaigen Handhabungsschritten zur Herstellung von faserverstärkten Bauteilen vor allem im Flüssigimprägnierverfahren.

## Hintergrund und Anwendungsfeld
Im Bestreben, die Fertigungsverfahren für Faserverbundbauteile für größere Stückzahlen zu automatisieren, ist die Belegungszeit der Injektionswerkzeuge im Resin-Transfer-Moulding-Prozess möglichst zu reduzieren. Daher wird die trockene Vorverformung der textilen Halbzeuge möglichst in einen vorgelagerten Prozess verschoben. Darüber hinaus bietet die sequenzielle Vorverlagerung mit trockener Vorverformung weitere Vorteile:
- Kombination verschiedener textiler Halbzeuge möglich
- Möglichkeit, höchstgradig lastpfadangepasste Faserorientierungen zu erzeugen
- Höhere Reproduzierbarkeit im Vergleich zu Nasspressverfahren, da die trockene Verformung der Halbzeuge von der viskosen Harzverdrängung funktional getrennt ist
- Herstellung komplexer Geometrien durch zielgerichtete Materialführung und weiterer Drapiermethoden

Da im Preforming die Faserorientierung und die Ausprägung von Fehlstellen eingefroren wird, bestimmen sich in diesem Prozessschritt maßgeblich die mechanischen Eigenschaften des resultierenden Bauteils und der Folgeprozesse (Steifigkeit, Festigkeit, Wärmeausdehnung, Infiltrationsgüte, Faservolumengehalt, Ausschuss). Entsprechend kommt diesem Verfahrensschritt eine übergeordnete Bedeutung in der Prozessgestaltung und in der Wirtschaftlichkeit des Verfahrens zu.

## Prozessvarianten
Die vielzahligen Varianten des Preforming können in direkte und indirekte Verfahren unterteilt werden. Bei direkten Verfahren wird, beginnend vom faserförmigen Verstärkungsmaterial (z. B. über Kurzfaserspritzen), der Vorformling erzeugt, wohingegen bei indirekten Verfahren zunächst ein textiles Halbzeug erzeugt wird (z. B. Gewebe, Gelege etc.). Diese werden in einem weiteren Schritt umgeformt und gefügt.
Gängige direkte Preformverfahren sind:
- Tailored Fiber Placement
- Fiber Patch Placement (FPP)
- Rundflechten
- 3D-Gewebe

Gängige indirekte Preformingverfahren sind:
- Textile Konfektionstechnik über Nähverfahren
- Binder Umformverfahren unter Nutzung von Geweben, Gelege und/oder Multiaxialgelegen

## Prozessgestaltung und Materialcharakterisierung

### Halbzeugauswahl
Das gewählte Halbzeug oder die Halbzeugkombination müssen sowohl den Anspruch an die mechanische Belastung des resultierenden Bauteils gerecht werden, als auch die notwendige Drapierbarkeit entsprechend der Komplexität der Geometrie aufweisen. Darüber hinaus bieten sog. "tailored materials" wie Gradientengewebe und "Tailored NCFs" die Möglichkeit die Strukturmechanik und die Verformbarkeit der Halbzeuge maßzuschneidern.

### Prozessgestaltung
In der Prozessgestaltung für das (indirekte) Preforming werden unter anderem Fragen wie die Werkzeuggestaltung, die Erwärmungsstrategie für den Binder und die Modifikationen von Geometrie und Halbzeug beantwortet, um eine reproduzierbare und hochqualitative Preformfertigung zu gewährleisten. Eine Validierung der Preform findet in der Regel über optische Fasermesstechnik statt.

### Drapiersimulation und Fehlstellenbildung
Zur frühzeitigen Prozessauslegung wird das komplexe, anisotrope Verformungsverhalten des Textils experimentell charakterisiert und in geeignete Drapiersimulationsmodelle überführt. Auf diese Weise können komplexe Wechselwirkungen aus Geometrie, Halbzeug und Prozessgestaltung bereits frühzeitig analysiert und kostensparende Maßnahmen ergriffen werden. Dies ist insbesondere nötig um typische Fehlstellen vorab analysieren und Maßnahmen ergreifen zu können:
- Faltenbildung
- Interaktionsdefekte in Folge des Fasergleitens
- Faserwelligkeiten
- Freistellen
- Bindefadenbruch

### Materialcharakterisierung
Aufgrund der Wechselwirkung zwischen Fertigungsprozess und resultierender Bauteilmechanik werden bei anspruchsvollen Komponenten (beispielsweise in der Luftfahrt und im Automobilbau) in der Regel sowohl die Prozesskenngröße als auch die Materialkennwerte experimentell ermittelt und als Eingangsparameter für simulative Untersuchungen herangezogen. Für die Drapiersimulation sind dies vor allem folgende Kennwerte:
- Scherkennwerte (je nach Material unter Einbeziehung von Dehnraten, Temperatur und/oder Membranspannungen)
- Richtungsabhängige Zugkennwerte
- Reibkennwerte (je nach Material unter Einbeziehung von Dehnraten, Temperatur und/oder relativer Lagenorientierung)
- Richtungsabhängige Biegesteifigkeitskennwerte
- Kompaktierungskennwerte
- Permeabilitätskennwerte unter Preformingbedingungen (Scherratenabhängig)